# Heser hispanus
Heser hispanus es una especie de arañas araneomorfas de la familia Gnaphosidae.

## Distribución geográfica
Es endémica del sur de la península ibérica (España).